# Michelle Fairleyová
Michelle Fairleyová (nepřechýleně Michelle Fairley; * 17. ledna 1964) je irská herečka. Její nejznámější rolí je Catelyn Stark v seriálu Hra o trůny.

## Kariéra
Objevila se ve velkém počtu britských seriálů, včetně takových jako Poldové, Holby City a Heartbeat. Převzala roli paní Grangerové po herečce Heather Bleasdale (která paní Grangerovou ztvárnila ve filmu Harry Potter a Tajemná komnata) ve filmu Harry Potter a Relikvie smrti – část 1. Dne 19. března 2010 bylo oznámeno, že ztvární roli Catelyn Stark v seriálu Hra o trůny a nahradí tak Jennifer Ehle, která hrála Catelyn v původní pilotní epizodě.
Dne 4. června 2013 zpravodajský server E! news potvrdil, že se přidá k třetí sérii obsazení seriálu Kravaťáci a ztvární vedlejší roli jménem Ava Hessington.

## Osobní život
Když nepracuje v zahraničí, tak trvale pobývá ve svém domě v Londýně.

## Divadlo
| Rok  | Hra                                          | Role            | Poznámky                  |
| ---- | -------------------------------------------- | --------------- | ------------------------- |
| 2007 | Othello (Donmar Warehouse)                   | Emilia          | Nominace na Olivier Award |
| 2009 | Dancing at Lughnasa (Old Vic)                | Kate            |                           |
| 2010 | Greta Garbo Came to Donegal                  | Paulie Hennessy |                           |
| 2006 | The Wild Duck (Donmar Warehouse)             | Gina            |                           |
| 2000 | The Weir                                     | Valerie         |                           |
| 2003 | Scenes From The Big Picture (on Broadway)    | Helan           |                           |
| 2007 | Macbeth                                      | Lady Macbeth    |                           |
| 2003 | Loyal Women, Neverland (Royal Court Theatre) | Brenda          |                           |
| 2006 | Gates Of Gold (Trafalgar Studios)            | Alma            |                           |
| 1993 | Oleanna (Royal Court Theatre)                | Carol           |                           |
| 2004 | Ashes To Ashes Pinter (Lyric Theatre)        |                 |                           |

## Filmografie
| Rok       | Název                                  | Role               | Poznámky |
| --------- | -------------------------------------- | ------------------ | --- |
| 1988      | Hidden City                            | Cleaner            | |
| 1990      | Hidden Agenda                          | Teresa Doyle       | |
| 1998      | Vojákova dcera nepláče                 | Miss O'Shaunessy   | |
| 1998      | Hideous Kinky                          | Patricia           | |
| 2000      | The Second Death                       | Aisling            | |
| 2001      | Ti druzí                               | Paní Marlish       | |
| 2001      | Byw yn dy Groen (Living in your Skin)  | Gina               | Film ve velštině |
| 2002      | Shearing                               | Yvonne             | Premiéra na Filmovém festivalu v Cannes |
| 2006      | The Catherine Tate Show: Series 3      | Rosemary           | |
| 2009      | Best: His Mother's Son                 | Ann Best           | |
| 2009      | Misfits: Zmetci                        | Louise Young       | |
| 2010      | Cup Cake                               | Annie McNabb       | |
| 2010      | Anton Chekhov's The Duel               | Marya              | |
| 2010      | Chatroom                               | Rosie              | |
| 2010      | Harry Potter a Relikvie smrti – část 1 | Paní Grangerová    | |
| 2010      | Vraždy v Midsomeru                     | Iris Holman        | Epizoda The Noble Art |
| 2011      | Tichý svědek                           | DI Suzy Harte      | Epizoda: First Casualty |
| 2011–2013 | Hra o trůny                            | Lady Catelyn Stark | 25 epizod Nominována — Scream Award pro nejlepší obsazení Nominována — Screen Actors Guild Award pro nejlepší výkon obsazení v dramatickém seriálu |
| 2013      | The Invisible Woman                    | Caroline Graves    | |
| 2013      | Kravaťáci                              | Ava Hessington     | Vedlejší postava ve 3. sérii |
| 2013      | Philomena                              | Sally Mitchell     | |
| 2014      | 24 hodin: Dnes neumírej                | Margot al-Harazi   | |
| 2014      | Common                                 | Shelagh            | |
| 2014–2015 | Resurrection                           | Margaret Langston  | |
| 2014      | Montana                                | Rachel Jones       | |
| 2015      | Crossing Lines                         | Sophie Baines      | |